# 6537 Adamovich
6537 Adamovich è un asteroide della fascia principale. Scoperto nel 1979, presenta un'orbita caratterizzata da un semiasse maggiore pari a 2,1782409 UA e da un'eccentricità di 0,1963804, inclinata di 4,02478° rispetto all'eclittica.